# جرج بیدل
جرج ولز بیدل یا جرج بیدل (به انگلیسی: George Wells Beadle) (زاده ۲۲ اکتبر ۱۹۰۳ - درگذشته ۹ ژوئن ۱۹۸۹) پژوهشگر رشته ژنتیک اهل آمریکا بود.
او و ادوارد تیتوم، بخشی از جایزه نوبل فیزیولوژی و پزشکی سال ۱۹۵۸ را، به خاطر نشان دادن چگونگی عمل ژن در فرایند دگرگشت و ارائه نظریه یک ژن ـ یک آنزیم به خود اختصاص دادند. نیم دیگر این جایزه را جاشوا لیدربرگ به خود اختصاص داد.